# Jacob Schopf
Jacob Schopf (* 8. Juni 1999 in Berlin) ist ein deutscher Kanute. Er ist mehrfacher Olympiasieger und Weltmeister.

## Leben
Schopf ist in Mahlsdorf, einem Ortsteil des Bezirks Berlin Marzahn-Hellersdorf, aufgewachsen. Er hat eine drei Jahre ältere Schwester. 2018 machte er mit einem Schnitt von 2,0 sein Abitur an der Flatow-Oberschule in Berlin-Köpenick. Seit dem 1. September 2018 ist er Sportsoldat bei der Bundeswehr. Er hat derzeit (2024) den Dienstgrad Stabsunteroffizier (FA). Er begann im Wintersemester 2018 an der Humboldt-Universität in Berlin ein Studium mit den Fächern Sport und Geografie auf Lehramt. 2020 wechselte an die Universität Potsdam. Schopf lebt und trainiert seit Januar 2020 in Potsdam.

## Sportliche Karriere
Im Alter von acht Jahren begann Jacob Schopf im Jahr 2007 im Köpenicker Kanusportclub (KKC Berlin) mit dem Kanurennsport. Durch einen Schulfreund kam er zu seinem Sport. Sein erster Trainer war Phillip Krack, der ihn auch heute noch unterstützt. 2011 wechselte er zur siebten Klasse auf die Flatow-Oberschule. In die Junioren-Nationalmannschaft wurde er erstmals 2015 berufen und auch direkt für die Junioren-Weltmeisterschaft in Montemor-o-Velho nominiert. Hier schrammte er im Vierer-Kajak knapp an den Medaillen vorbei und belegte am Ende Platz vier. Seinen ersten Junioren-Weltmeistertitel erreichte Schopf 2016 in Minsk. Im Einer-Kajak gewann er Gold. Im darauffolgenden Jahr verteidigte er diesen Titel bei der Junioren-Weltmeisterschaft in Pitești und fügte mit Gold im Vierer-Kajak noch einen weiteren Titel hinzu. Nach zwei weiteren Jahren in der Junioren-Nationalmannschaft qualifizierte sich Schopf 2018 direkt für die A-Mannschaft. Er übersprang damit die U23-Nationalmannschaft.
Mit dem Weltmeistertitel im Vierer-Kajak erzielte der damals 19-jährige bei der Weltmeisterschaft in Montemor-o-Velho seinen ersten großen, internationalen Erfolg bei den Senioren. Auch im darauffolgenden Jahr überzeugte er mit starken Leistungen und bildete ab dann mit Max Hoff gemeinsam das Zweier-Kajak-Gespann. Das sogenannte Generationenboot feierte bei der Weltmeisterschaft 2019 in Szeged direkt seinen ersten Weltmeistertitel. Im Januar 2020 wechselte Schopf zum Kanu-Club Potsdam und zog auch von Berlin nach Potsdam um. Gründe für den Wechsel war die bevorstehende Rente seines Berliner Trainers Eckehardt Sahr und die starke Trainingsgruppe in Potsdam.
Mit einem Sieg beim Weltcup im ungarischen Szeged löste Schopf im Mai 2021 das Ticket für die in dem Jahr ausgetragenen Olympischen Spiele 2020 in Tokio. Bei den Spielen belegte Schopf mit Routinier Max Hoff über 1000 Meter den Silberrang. Für den Gewinn der Silbermedaille verlieh der Bundespräsident am 8. November 2021 ihm und Hoff das Silberne Lorbeerblatt. Ein Jahr darauf wurde Schopf in Dartmouth im Einer-Kajak über 1000 Meter Dritter und im Vierer-Kajak über 500 Meter Zweiter bei den Weltmeisterschaften. Bei den Weltmeisterschaften 2023 in Duisburg wurde Schopf jeweils auf der 500-Meter-Distanz sowohl im Vierer-Kajak über 500 Meter als auch im Mixed-Zweier-Kajak mit Lena Röhlings Weltmeister.
Bei den Olympischen Spielen 2024 in Paris wurde er zweifacher Olympiasieger: Im Zweier-Kajak über 500 Meter gemeinsam mit Max Lemke sowie im Vierer-Kajak über 500 Meter mit Max Lemke, Max Rendschmidt und Tom Liebscher-Lucz.

## Ehrungen
- 2016: Berlins Nachwuchssportler des Jahres[12]
- 2023: Sportler des Jahres von Brandenburg